# Louka
Louka är en ort i Tjeckien.   Den ligger i regionen Södra Mähren, i den sydöstra delen av landet, 260 km sydost om huvudstaden Prag. Louka ligger 246 meter över havet och antalet invånare är 1 045.
Terrängen runt Louka är platt åt nordväst, men åt sydost är den kuperad. Runt Louka är det ganska glesbefolkat, med 30 invånare per kvadratkilometer. Närmaste större samhälle är Uherské Hradiště, 17,3 km norr om Louka. Omgivningarna runt Louka är en mosaik av jordbruksmark och naturlig växtlighet.